# Saud ibn Abd al-Aziz

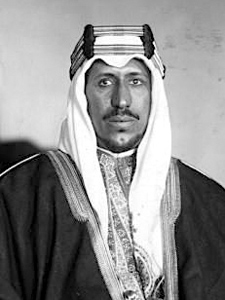
König Saud (1952)

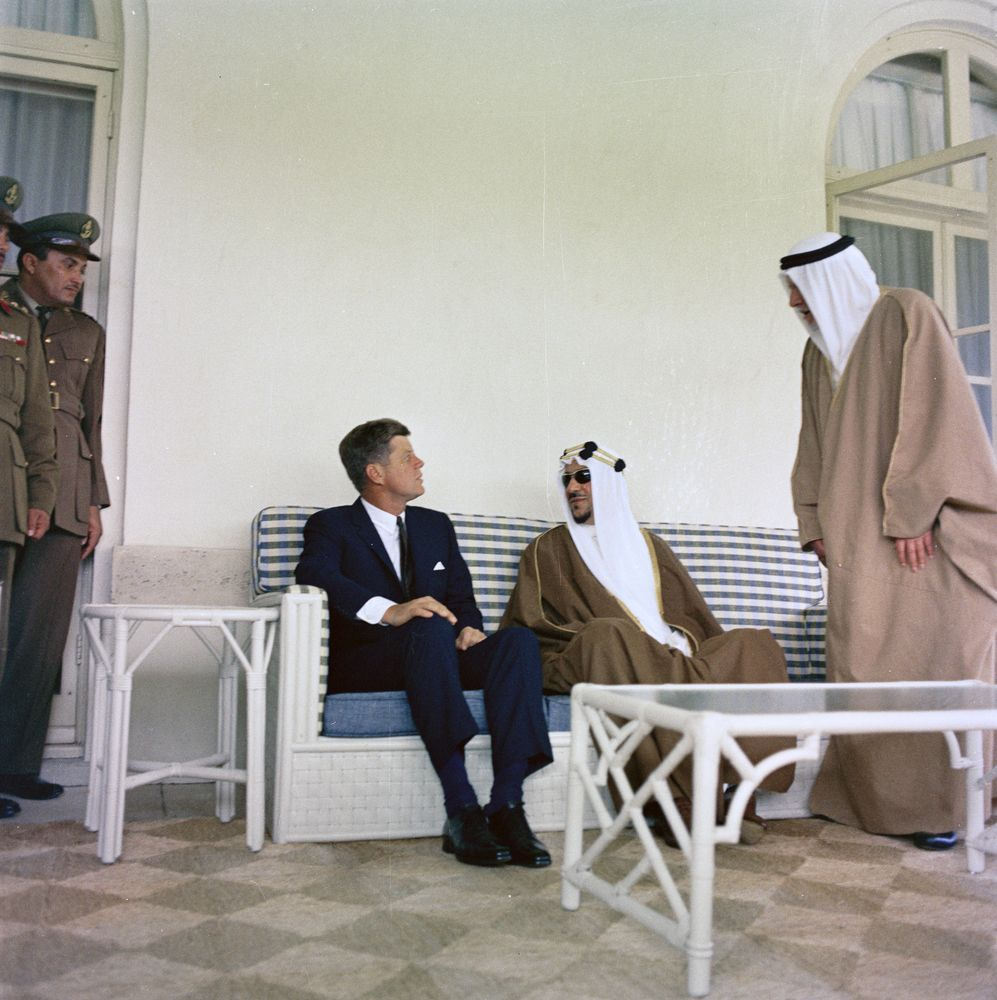
König Saud mit US-Präsident John F. Kennedy

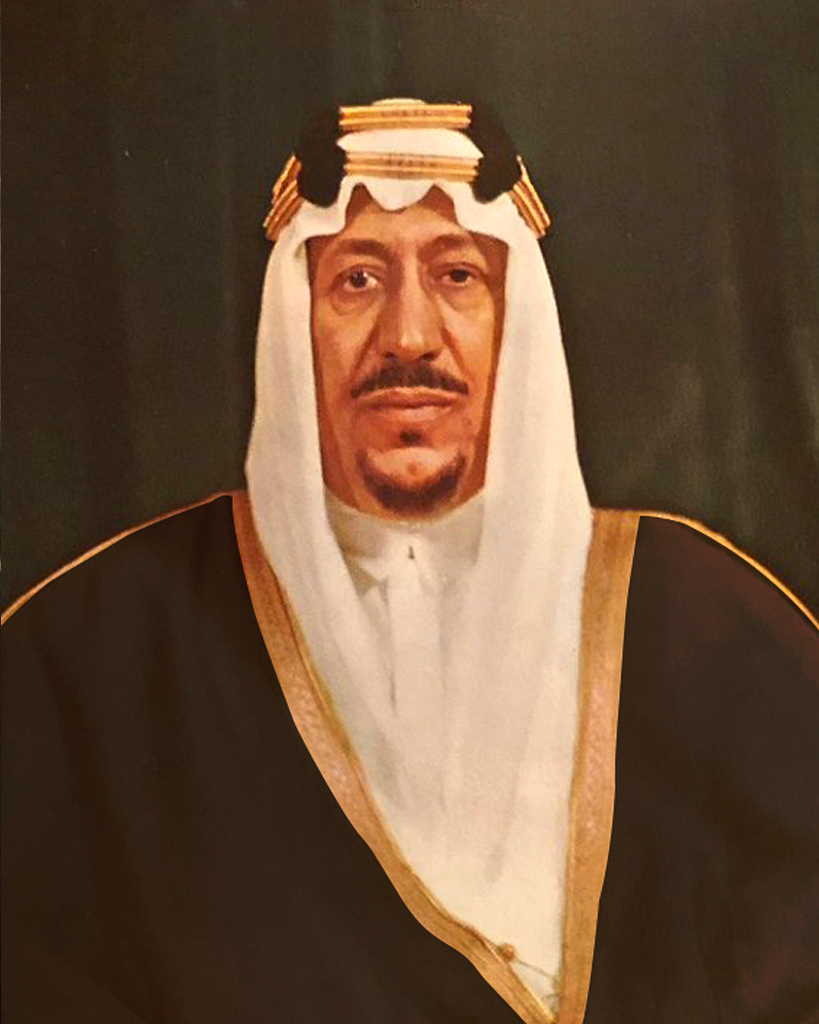
Offizielles Porträt König Sauds

Saud bin Abdulaziz Al Saud (arabisch سعود بن عبد العزيز آل سعود, DMG Saʿūd ibn ʿAbd al-ʿAzīz Āl Saʿūd; * 15. Januar 1902 in Kuwait; † 23. Februar 1969 in Athen, Griechenland) entstammte der Dynastie der Saud und war von 1953 bis 1964 der zweite König von Saudi-Arabien.

## Aufstieg
Saud wurde am 15. Januar 1902 als zweitältester Sohn von König Abd al-Aziz ibn Abd ar-Rahman Al Saud in Kuwait geboren, an dem Tag, als Sauds Vater Riad eroberte.
Seine Mutter war Prinzessin Wahdba Bint Mohammed Bin Al-Uraymir Al-Hazzam vom Stamm der Bani Khalid. Nach dem Tod seines älteren Bruders Prinz Turki im Jahr 1919 war er der älteste lebende Sohn König Abd al-Aziz ibn Sauds.
Während seiner Jugendzeit musste Saud auch bei den Beduinen des Landes leben. Das verlangte sein Vater von jedem seiner Söhne, damit sie die einfache Lebensweise der Beduinen, deren Kultur, Geschichte und Mentalität verstanden und danach lebten. Zudem mussten die Königssöhne zwei Stunden vor Morgengrauen aufstehen, barfuß gehen und ohne Sattel ein Pferd und ein Kamel reiten.
Am 10. Mai 1933 bestimmte König Abdul Aziz in Mekka Prinz Saud zum Kronprinzen. Für die traditionsbewussten Menschen war dies ein Fehler, weil dadurch alte Beduinentraditionen gebrochen wurden. Nie war es den Emiren und Sheikhs der Wüstenstämme gestattet gewesen, ihre Nachfolger allein auszuwählen: Immer hatten die Erfahrensten und Ältesten der Männer mitzusprechen. Außerdem verlangte es die Beduinensitte, dass die Auswahl erst kurz vor dem Tode des Herrschers erfolgte. Abdul Aziz aber hatte seinen Nachfolger 20 Jahre vor seinem Ableben bestimmt, um den Zusammenbruch seines neu geschaffenen Reiches durch Familienfehden zu verhindern. Allerdings war ihm damals bewusst, dass er die Tradition verletzte, denn er legte ausdrücklich Wert darauf, einen zweiten Kronprinzen einzusetzen, damit den Erfahrensten und Ältesten eine Auswahl blieb – dieser zweite Kronprinz war Prinz Faisal.
Im Oktober 1953 richtete König Abdul Aziz formal einen Ministerrat ein, zu dessen Vorsitzenden er den Kronprinzen bestimmte. Gleichzeitig wurde Saud von seinem Vater zum Oberkommandierenden der Streitkräfte ernannt. Diesen Schritt vollzog der König aufgrund des wachsenden Drucks seiner Söhne, insbesondere durch Kronprinz Saud und Prinz Faisal, die ein modernes Regierungssystem für das Königreich verlangten.
Am 9. November 1953 starb König Abdul Aziz. In den Bestimmungen zu seinem Nachlass hatte er festgelegt, dass seine Söhne die unterschiedlichen mütterlichen Bindungen respektieren, sich nie gegeneinander wenden sollten und gleichzeitig den Islam und die wahhabitische Lehre respektieren sollten. Das Königreich sollte in die Moderne geführt werden, ohne dass traditionelle Werte zerstört würden.
Saud wurde am Todestag seines Vaters zum König berufen und ernannte noch am selben Tag Prinz Faisal zum neuen Kronprinzen. König Sauds Herrschaft zeichnete sich durch die Schaffung zahlreicher Ministerposten aus, die oftmals an nahestehende Familienangehörige übertragen wurden, wobei ihre Sachkompetenz von zweitrangiger Bedeutung war. Am 7. März 1954 ernannte Saud einen neuen Ministerrat. Er fungierte als dessen Vorsitzender und gleichzeitig auch als Premierminister. Zum stellvertretenden Premierminister ernannte er seinen Bruder Faisal, der gleichzeitig als Außenminister amtierte.
Sauds Verschwendungssucht, die sich in seinen Palästen widerspiegelte, brachte den Staatshaushalt bald in Schwierigkeiten, trotz der Millioneneinnahmen aus dem Ölgeschäft. Saud verschenkte unzählige Uhren aus Gold an die Beduinen, um sich so ihre Loyalität zu sichern. Nachdem er seinen eigenen Söhnen Schlüsselstellen in der Verwaltung übergeben hatte, kam unter seinen Brüdern die Befürchtung auf, dass das saudische Erbfolgegesetz in Frage gestellt und sie somit ihrer Thronrechte beraubt würden.
Nach der Regierungsübernahme führte er die Politik seines Vaters fort. Die engen Beziehungen zu den USA und Großbritannien blieben bestehen.
Im August 1954 schlossen Saud und Faisal ein gegenseitiges Abkommen, um einen Teil der Regierungsgewalt untereinander zu teilen. Saud ernannte daraufhin Faisal zum Premierminister. Das Amt des stellvertretenden Premierministers blieb zunächst vakant. Saud behielt aber gleichzeitig den Vorsitz des Ministerrats inne. Gleichzeitig entließ Saud Finanzminister Scheich Abdullah as-Sulaiman aus seinem Amt und ernannte Mohammed bin Surur as-Sabban zum neuen Finanzminister.
Am 22. März 1958 forderten Prinz Mohammed und Prinz Talal König Saud zur Abdankung auf. Andere Prinzen forderten die volle Übergabe der exekutiven Regierungsgewalt an Kronprinz Faisal. Prinz Abdullah konnte einen Kompromiss zwischen seinen Neffen König Saud und Kronprinz Faisal aushandeln. Faisal lehnte es ab, die Königswürde anzunehmen. Er erhielt nun die volle exekutive Regierungsgewalt auf dem Gebiet des Inneren, Äußeren und auf dem Finanzsektor als Premierminister. Saud behielt die Königswürde, fungierte aber nur noch als Staatsoberhaupt und Oberbefehlshaber der Streitkräfte. Weiterhin wurden ihm sämtliche Angelegenheiten in Sicherheitsfragen überlassen.
Am 23. März 1958 fing Faisal als Premierminister mit vollen exekutiven Vollmachten gleich damit an, den durch Sauds Lebensstil aufgehäuften Schuldenberg des Königreiches von 480 Mio. Dollar wieder abzubauen.
Im Mai berief Faisal einen neuen Ministerrat.
Seit 1962 unterstützte Saudi-Arabien auch die Royalisten im jemenitischen Bürgerkrieg gegen die von Ägypten unterstützten Republikaner.

## Machtkampf und Exil
Innerhalb der königlichen Familie verdichteten sich die Spannungen um König Saud und seinen Bruder Faisal, die sich durch gegensätzliche Lebensführung auszeichneten. Während der König dem Spiel, dem Alkohol und den Frauen zugetan war, galt sein Bruder als strenger Wahhabit. Zu einer ersten Krise kam es 1962, als sich König Saud in den USA einer medizinischen Behandlung unterzog und Faisal bei dieser Gelegenheit ein Kabinett bildete, in dem die Söhne des Königs ausgeschlossen wurden. Nach seiner Rückkehr verurteilte König Saud diese Beschlüsse und drohte damit, die königliche Wache gegen seinen Bruder einzusetzen, der seinerseits auf Loyalität in der Nationalgarde zählen konnte und seinen jüngeren Halbbruder Prinz Abdullah im Jahr 1963 zum Kommandeur der Nationalgarde ernannte.
So standen sich im Frühjahr 1964 in Riad die königliche Wache und die Nationalgarde gegenüber – die eine dem König ergeben, die andere dem Kronprinzen. Der Konflikt wurde brisant, als Faisal Ende März 1964 bestimmte, die königliche Garde sei fortan dem Verteidigungsminister Prinz Sultan, einem jüngeren Halbbruder von Faisal, unterstellt, der zu Faisals Getreuen zählte. Die Offiziere erkannten, dass sie dadurch im Konfliktfall nicht mehr dem König gehorchen durften und unterwarfen sich Faisal.
In dieser kritischen Situation sprach ein Onkel Sauds und Faisals, Prinz Abdullah bin Abd ar-Rahman Al Saud, mit den wichtigsten Ulema des Königreichs und erreichte, dass sie eine gemeinsame Fatwa beschlossen, welche die Entmachtung des Königs vorsah.
Saud kümmerte sich zunächst nicht um die Meinung der Geistlichkeit und dachte nicht daran, abzudanken. Ein halbes Jahr später dankte er jedoch nach langem Drängen der Familie und als er sah, dass sein Vermögen konfisziert werden würde, ab.
König Sauds Herrschaft endete offiziell am 2. November 1964. Tags darauf ging er ins Exil. Er zog zuerst nach Genf, verkehrte in Paris sowie an der Côte d’Azur und führte weiterhin einen luxuriösen Lebensstil. Trotz seiner früheren Auseinandersetzungen mit dem ägyptischen Staatschef vollzog er eine Annäherung an Nasser und residierte in einem prunkvollen Palast in der ägyptischen Stadt Heliopolis sowie in einem großen Anwesen in der griechischen Hauptstadt Athen, wo er am 23. Dezember 1969 an Herzversagen starb. Sein Leichnam wurde an Bord einer Boeing der Saudi Arabian Airlines nach Mekka zur al-Haram-Moschee überführt, worauf er in Riad in aller Stille beigesetzt wurde.
Bis heute wird sein Name in Saudi-Arabien kaum erwähnt, nur die von ihm 1957 in Riad gegründete König-Saud-Universität trägt seinen Namen.

## Familie
Siehe auch: Stammliste der Saudi-Dynastie
König Saud hat 52 Söhne und 50 Töchter von offiziell zwölf mit ihm verbundenen Ehefrauen. Die Namen der Ehefrauen sind größtenteils unbekannt. Dabei enthält diese Zahl nur die Nachkommen von offiziell mit ihm verbundenen Frauen. Die Zahl der Söhne aus Beziehungen zu Sklavinnen betrug ebenfalls ungefähr 50. Er soll über 100 Ehen geführt haben, diese erfolgten für kurze Zeit, d. h. die Ehe wurde nach schon wenigen Wochen oder Monaten geschieden, nur die Ehen mit Frauen, die ihm Söhne schenkten, hielten traditionellerweise länger.
Bekannte Ehefrauen von König Saud waren
- Eine Tochter von Assad Ibrahim Mirhi aus Syrien, sie ist die Mutter von Prinzessin Basmah

- Eine Enkelin von Scheich Nuri asch-Schaʿlan, damals der Scheich des mächtigen Ruwala-Stammes

- Eine oder mehrere Frauen aus der Familie asch-Scheich

- Eine oder mehrere Frauen aus der Familie Al Sudairi

- Eine oder mehrere Frauen aus dem Stamm der Bani Khalid, der Stamm seiner Mutter

- Eine oder mehrere Frauen aus der Familie Al Raschid

König Sauds ältester Sohn Prinz Sultan starb als Kind an einer Grippe. Sein zweitältester Sohn Prinz Fahd wurde im Jahr 1923 geboren und galt somit als einer der ältesten Enkel von Staatsgründer König Abdulaziz.
26 Söhne von König Saud versuchten stärker in der Politik ihres Landes mitzuwirken. Sie galten als Berater ihres Onkels König Fahd, sind in der Wirtschaft aktiv und üben teilweise Kommandeursposten in der Nationalgarde und den übrigen Streitkräften des Königreichs aus. Aber auch wichtige Regierungsämter wurden an sie vergeben. Anders als seine älteren Halbbrüder König Faisal und König Khalid hatte sich König Fahd mit seinen Neffen versöhnt, obwohl er auch zu den Mitgliedern seiner Familie gehörte, die König Saud zum Thronverzicht aufforderten.
Weiterhin unterstützten König Sauds Söhne ihren Onkel König Abdullah bei dessen Politik und bei seiner Thronbesteigung, denn Abdullah hat einige der Söhne von König Saud als Kommandeure in die Nationalgarde geholt und ihnen verstärkt politische Ämter beschafft.
König Sauds Sohn Hussam bin Saud ist Gouverneur der Provinz Al-Bahah. Die Ämter des Gouverneurs und Vizegouverneurs der Provinz Al-Qasim sind von seinen Enkeln Faisal bin Mischal und Fahd bin Turki besetzt.
Sein Enkel Saud bin Abdulaziz bin Nasser, ein Sohn seiner Tochter Fayza, ermordete einen Diener in einem Hotel in London.